# النصباء
النصباء هي بلدة تتبع إداريا لمحافظة المندق 35 كم شمال منطقة الباحة في المملكة العربية السعودية، وترتفع 2500 م على سفوح جبال الحجاز بامتداد الطريق السياحي الباحة - الطائف. وتسكنها قبيلة بني كنانة زهران (وهم غير قبيلة كنانة العدنانية).